# کایاپینار
کایاپینار (به ترکی استانبولی: Kayapınar) یک منطقهٔ مسکونی در ترکیه است که در استان دیاربکر واقع شده‌است.